# Hoplitis papaveris
Hoplitis papaveris är en biart som först beskrevs av Pierre André Latreille 1799.  Hoplitis papaveris ingår i släktet gnagbin och familjen buksamlarbin. Inga underarter finns listade i Catalogue of Life.
Arten har en större utbredning i Europa och i norra samt sydvästra Asien. Habitatet utgörs av gräsmarker. Individerna skapar underjordiska bon i sandig grund med en kammare vid tunnelns slut som ligger 10 till 15 cm under markytan. Några honor brukar befintliga hålor som skapades av artfränder eller av pälsbin. Ibland bildar exemplaren stora kolonier. För nästet används vanligen kronblad från blommor av vallmosläktet. I undantagsfall brukas blommor av läkemalvesläktet, klintsläktet, malvasläktet, ginstsläktet eller av Solvändor. Efter äggläggningen förseglas boet med lera eller sand. Vuxna exemplar samlar pollen av olika växter från familjerna korgblommiga växter, klockväxter, nejlikväxter, solvändeväxter, vindeväxter, vallmoväxter, strävbladiga växter och ärtväxter.
För beståndet är inga hot kända. Hela populationen anses vara stor. IUCN listar arten som livskraftig (LC).